# Quartier Diamant
Pour les articles homonymes, voir Diamant.
Le quartier Diamant, ou quartier Plasky,, anciennement Linthout, est un quartier de la commune de Schaerbeek délimité par la chaussée de Louvain au nord, la rue du Noyer à l'ouest, l'avenue de Roodebeek au sud et le boulevard Auguste Reyers à l'est.
Le quartier Diamant est ainsi nommé car il est croisé par l'avenue du Diamant et que d'autres voies portent des noms de pierres précieuses : émeraude, opale, saphir, topaze ou même radium. Les rues et places principales de ce quartier sont les suivantes :
- avenue Léon Mahillon
- Avenue Émile Max
- avenue Milcamps
- avenue de l'Opale
- avenue Eugène Plasky
- square Eugène Plasky
- place des Chasseurs Ardennais
- place de Jamblinne de Meux
- place Dailly

Ce quartier se caractérise par ses griottiers, un cerisier, dont le fruit, la griotte, ainsi que l'âne sont les deux symboles de Schaerbeek. Au milieu de ce quartier se situe le square des Griottiers formé par le croisement de l'avenue Émile Max, de l'avenue Milcamps et de l'avenue Félix Marchal.
Le quartier Plasky dépend du commissariat n° 3 de la zone de police Polbruno situé au nos  66-68 de l'avenue de Roodebeek.

## Personnalités du quartier
- Jacques Brel